# 임페리아 타워
임페리아 타워는 러시아 모스크바 모스크바 국제 비즈니스 센터 플룻 4에 있는 60층 짜리 복합 고층 빌딩 단지이다.

## 구성
- 아파트 (고급 아파트와 펜트하우스) – 45,000 m2
- 호텔 - 30,000 m2 (250실)
- 비즈니스 공간 - 76,700 m2
- 추가 공간(로비, 에스컬레이터, 엘리베이터)은  53,000 m2 보다 많은 공간을 차지한다.

2006년에 착공해서 2011년에 완공되었다.

## 같이 보기
- 러시아의 마천루 목록
- 페더레이션 타워 (현재 모스크바 최고층 건물)
- 모스크바 국제 비즈니스 센터